# Antonio Agliardi

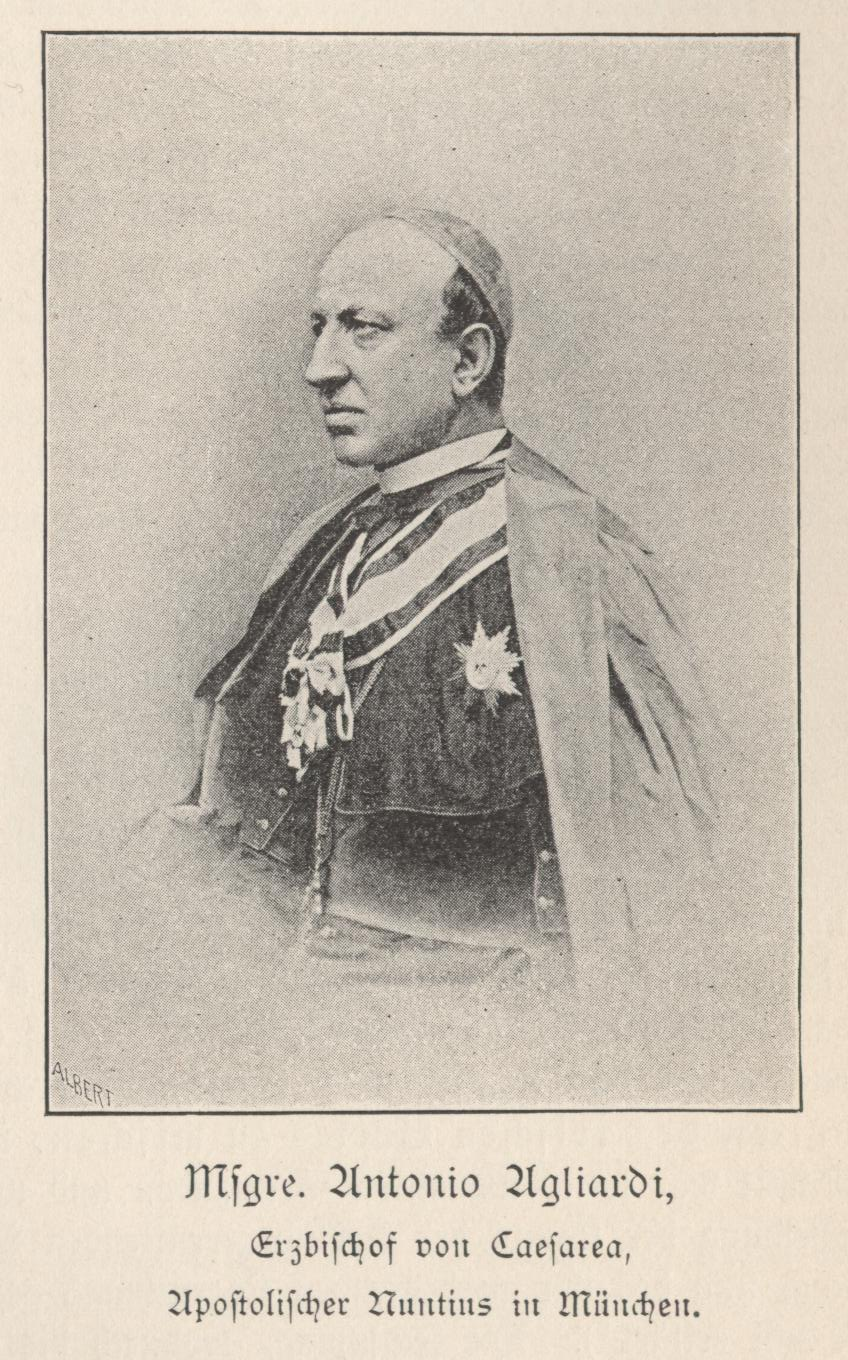
Antonio Agliardi als Apostolischer Nuntius in München

Agliardis Kardinalswappen

Antonio Kardinal Agliardi (* 4. September 1832 in Cologno al Serio, Provinz Bergamo, Italien; † 19. März 1915 in Rom) war ein Diplomat des Heiligen Stuhls und Kurienkardinal der römisch-katholischen Kirche.

## Leben
Am 22. Dezember 1855 empfing Agliardi das Sakrament der Priesterweihe. Am 23. September 1884 wurde er zum Titularerzbischof von Caesarea in Palästina ernannt und empfing am 12. Oktober desselben Jahres durch Giovanni Kardinal Simeoni die Bischofsweihe; Mitkonsekratoren waren der spätere Kardinal Erzbischof Domenico Maria Jacobini sowie Erzbischof Camillo Santori. Er wurde als Mitglied der römischen Kurie für die päpstliche Diplomatie tätig. 1884 wurde er zunächst Apostolischer Delegat in Indien, später war Agliardi unter anderem Apostolischer Nuntius in Bayern und Österreich.
Am 22. Juni 1896 nahm ihn Papst Leo XIII. als Kardinalpriester mit der Titelkirche Santi Nereo ed Achilleo in das Kardinalskollegium auf. Am 15. Dezember 1896 wurde er Kardinalprotektor des Zisterzienserordens. Am 14. Dezember 1899 wurde er zum Kardinalbischof von Albano erhoben. Er nahm am Konklave von 1903 teil, das Pius X. zum Papst wählte, sowie am Konklave von 1914, aus dem Benedikt XV. als Papst hervorging. Im Konklave von 1903 galt „der sozialpolitischen Versuchen nur zu geneigte Kardinal“ als „Kandidat des Dreibundes [...] seitdem Kaiser Wilhelm ihm [...] bei einem Frühstück auf der deutschen Botschaft in Rom den Platz an seiner Seite zuwies“. Seit 1908 war er Kanzler der Päpstlichen Kanzlei.
Er war seit 1895 Ehrenmitglied der katholischen Studentenverbindung KaV Norica Wien.